# Pisa (provins)
Pisa är en provins i regionen Toscana i Italien. Pisa är huvudort i provinsen. Provinsen var en del av Storhertigdömet Toscana fram till 1859 och ingick i Centralitaliens förenade provinser innan det efter en folkomröstning annekterades av Kungariket Sicilien 1860.

## Världsarv i provinsen
- Piazza del Duomo, Pisa världsarv sedan 1987.

## Administrativ indelning
Provinsen Pisa är indelad i 37 kommuner. Alla kommuner finns i lista över kommuner i provinsen Pisa.
| Datum          | Ny kommun           | Kommuner som upphörde   |
| -------------- | ------------------- | ----------------------- |
| 1 januari 2014 | Casciana Terme Lari | Casciana Terme och Lari |
| 1 januari 2014 | Crespina Lorenzana  | Crespina och Lorenzana  |

## Geografi
Provinsen Pisa gränsar:
- i norr mot provinsen Lucca
- i öst mot provinserna Florens och Siena
- i syd mot provinsen Grosseto
- i väst mot provinsen Livorno och Tyrrenska havet

I den nordliga delen av provinsen rinner älven Arno genom provinshuvudstaden Pisa och ut i havet. I norr skiljer bergen Monti Pisani provinsen från provinsen Lucca. Berget Monte Serra med 917 m ö.h. är det högsta.